# Isotoma agrelli
Isotoma agrelli är en urinsektsart som beskrevs av G. Delamare 1950. Isotoma agrelli ingår i släktet Isotoma och familjen Isotomidae. Inga underarter finns listade i Catalogue of Life.